# Delegazioni del Distretto Federale Messicano
Le delegazioni di Città del Messico sono le demarcazioni territoriali della capitale messicana. È compito della Assemblea legislativa stabilire, attraverso la Legge organica della Pubblica Amministrazione del Distretto Federale (Ley Orgánica de la Administración Pública del Distrito Federal) il loro numero, il territorio e la denominazione. Città del Messico è suddivisa amministrativamente in 16 delegazioni, ognuna delle quali ulteriormente suddivisa in colonias. Le delegazioni rappresentano, al pari dei comuni, il secondo livello di divisione amministrativa.

## Jefe Delegacional
A differenza dei municipi degli altri Stati del Messico, dove esiste un Sindaco, ogni delegazione è guidata dal Jefe delegacional, eletto, a partire dal 2000 per suffragio universale ogni tre anni; precedentemente era designato dal Capo del Dipartimento del Distretto Federale (Jefe del Departamento del Distrito Federal), sostituito nel 1997 dal Capo di Governo del Distretto Federale (Jefe de Gobierno del Distrito Federal). I requisiti per poter essere candidato a Jefe Delegacional sono previsti dall'art 105 dello Statuto del Distretto Federale. Rappresenta la massima autorità tra gli organi politico amministrativi previsti nel Distretto Federale.

## Storia
Il Distretto Federale fu creato nel 1824 su un territorio circolare il cui centro era lo Zocalo e con raggio di venti leghe.
Nella Costituzione Messicana del 1857 questo stesso territorio viene identificato come sinonimo di Città del Messico, tra il 1853 e il 1898 furono fissati i confini tra il Distretto Federale e gli Stati vicini ratificati durante il governo del Generale Porfirio Díaz. Da allora, il perimetro del Distretto Federale non ha subito grandi modifiche.

## Stato attuale
Lo Statuto del Distretto Federale all'art.3 e la legge organica della Pubblica Amministrazione del Distretto Federale all'art. 9 stabiliscono che il territorio del Distretto Federale è quello fissato dai decreti del 15 e del 17 dicembre 1898 e del 27 luglio 1994 approvati dal Congresso dell'Unione.
| Delegazioni di Città del Messico |             |                    |                  |
|                                  | Delegazione | Popolazione (2005) | Superficie (km²) |
| Città del Messico                |             | 1.479,00           |                  |
| Álvaro Obregón                   | 706.567     | 96,17              |                  |
| Azcapotzalco                     | 425.298     | 33,66              |                  |
| Benito Juárez                    | 355.017     | 26,63              |                  |
| Coyoacán                         | 628.063     | 54,40              |                  |
| Cuajimalpa                       | 173.625     | 74,58              |                  |
| Cuauhtémoc                       | 521.348     | 32,40              |                  |
| Gustavo A. Madero                | 1.193.161   | 94,07              |                  |
| Iztacalco                        | 395.025     | 23,30              |                  |
| Iztapalapa                       | 1.820.888   | 117,00             |                  |
| Magdalena Contreras              | 228.927     | 74,58              |                  |
| Miguel Hidalgo                   | 353.534     | 46,99              |                  |
| Milpa Alta                       | 115.895     | 228,41             |                  |
| Tláhuac                          | 344.106     | 85,34              |                  |
| Tlalpan                          | 607.545     | 340,07             |                  |
| Venustiano Carranza              | 447.459     | 33,40              |                  |
| Xochimilco                       | 404.458     | 118,00             |                  |